# Фабрика за кокошки
„Фабрика за кокошки“ е  българска романтична комедия от 2024 г. на режисьора и оператор Исидор Карадимов по сценария на Ирина Лазарова. Главната роля се изпълняват от певеца Борис Дали

## Сюжет
След неочаквана загуба в семейството си, д-р Трендафилов – ветеринарен лекар от провинцията – разбира, че е единственият наследник на починал свой роднина в Америка. Завещанието му оставя три милиона долара с едно единствено условие: трябва да се ожени до 24 часа. Без време за размисъл, Трендафилов се впуска в комична надпревара с времето, докато съдбата го среща с нотариуса Ева Сотирова. Между двамата пламва неочаквана искра, но дали чувствата са истински или движени от парите?

## Премиера
Филмът излиза по кината в България на 20 декември 2024 г.

## Прием и гледаемост
„Фабрика за кокошки“ получава положителни отзиви от зрителите, като впечатлява с романтично-комедийния си тон и участието на популярни изпълнители от музикалната сцена. Филмът излиза по кината през декември 2024 г. в период на силна конкуренция, включително с премиерата на високобюджетния холивудски филм „Муфаса: Цар Лъв“. Въпреки това, „Фабрика за кокошки“ успява да се нареди сред четирите най-гледани български заглавия в кината в навечерието на Коледа.

## Актьорски състав
- Борис Дали – д-р Трендафилов[5]

- Юлия Порязива
- Велизар Соколов – Заки
- Артьом Анатолиевич – Арти
- Рене Николова
- Димитър Стоимовнов